# أيرس راينر دارت
أيرس راينر دارت (بالإنجليزية: Iris Rainer Dart)‏ (1 مارس 1944، بيتسبرغ في الولايات المتحدة)؛ كاتبة مسرحية، كاتِبة، شاعرة غنائية، ممثلة وروائية أمريكية.

## روابط خارجية
- أيرس راينر دارت على موقع IMDb (الإنجليزية)
- أيرس راينر دارت على موقع ميوزك برينز (الإنجليزية)
- أيرس راينر دارت على موقع قاعدة بيانات برودواي على الإنترنت (الإنجليزية)
- أيرس راينر دارت على موقع قاعدة بيانات الفيلم (الإنجليزية)